# Râul Eure
Eure este un râu din partea de nord a Franței. Izvorăște lângă Marchainville în departamentul Orne și se varsă în Sena lângă Pont-de-l'Arche 250 km în aval. Două departamente pe care le traversează sunt numite după Eure: Eure și Eure-et-Loir. Cel mai important oraș situat pe malurile râului este Chartres.